# Alejandro Solís
Eduardo Alejandro Solís Muñoz (Santiago, 27 de diciembre de 1937) es un exjuez y abogado chileno. Ministro de la Corte de Apelaciones de Santiago de Chile, que tuvo a su cargo varias causas de violaciones a los derechos humanos realizadas durante la dictadura de Augusto Pinochet Ugarte.

## Biografía
Hijo de Raúl Orlando Solís Chacon y Ernestina Muñoz.
Realizó sus estudios en el Instituto Nacional, y luego en la Facultad de Derecho de la Universidad de Chile.
En 1993 fue nombrado Ministro de la Corte de Apelaciones, donde llevó los casos de Villa Grimaldi, Parral y Linares, y los de la causa rol n.º 2182-98 que tenía el juez Juan Guzmán Tapia.
El 30 de junio de 2008 dictó condena de primera instancia por los asesinatos, en Argentina, del general Carlos Prats y su esposa Sofía Cuthbert. La resolución afectó a varios militares en retiro (Manuel Contreras fue sentenciado a doble cadena perpetua), y a dos civiles.
Alejandro Solís cesó sus funciones en el Poder Judicial el 2012, a los 75 años.

## Obras
- Plaza Montt – Varas sin número; Memorias del Ministro Alejandro Solís. Ceibo Ediciones (2015).